# 韓裔德國人
韓裔德國人，是指生活在德國的朝鮮民族移民，在2009年有31,248人。根據大韓民國外交部數據，德國是世界第14大和歐洲第2大韓僑聚居地。
最大的韓僑社群在法蘭克福地區，這里也同時是多數駐德國韓國企業的總部。

## 韓國
在1950年代後期，一些韓國護士，學生和產業研修生在西德活動，但在1960年代才有真正的韓國移民。當時西德招聘韓國人等外勞當護士和礦工等的工作，第一批礦工在1963年12月16日到達，旅費由韓國政府提供，德國企業提供語言培訓和工資。西德移民政策一般排除非洲和亞洲血統的工人，韓國人是少數的例外。與同一時代的其他外勞相比他們有較高的教育水平，超過60％的人完成高中或大專學歷。護士開始在1966年大批抵達，住在德國後，一些韓國人開始遷移到美國，特別是1965年國籍法實施後，韓國工人多數在合約完結後回國。在整個70年代，他們進行了抗議活動要求留下來，理由是他們對經濟和衛生保健系統的貢獻的權利。最終西德政府忍住了，一半的工人最終留在德國。
西德也是朝鮮派出間諜和韓國爭奪韓僑民心的地方。朝鮮同樣派出偽裝的外勞進行間諜活動。

## 朝鮮
同樣有一個朝鮮外勞團體在東德，雖然它要小得多。東德是朝鮮最重要的盟友和經濟援助國，兩國領導人昂納克和金日成關係親密，在朝鮮戰爭後1953年至1962年的10年重建時期，許多朝鮮學生就讀於在蘇東集團的高校，和其他人來作為產業研修生。1955年，他們在東德的數字估計為334人是學生，302人是產業研修生和298人是孤兒。然而，隨著中蘇分裂，朝鮮政府在1962年下令幾乎所有的海外僑民回國，一些朝鮮人留在德國並娶了德國妻子聽從召回令回國，並留下他們的配偶，她們的丈夫音信斷絕。在20世紀80年代，朝鮮和東德之間的關係再一次提高，約1500個朝鮮學生來到東德。即使在德國統一後，平壤政府繼續派出一些學生到德國進行技術培訓。
兩國在2001年3月建立正式的外交關係，同時也有一些德國人在朝鮮工作，但在2009年，朝鮮科學家和工程師被剝奪了在德國的居留許可證更新。

## 回流
一些居留在德國的韓國人在退休後帶同他們的德國妻子回國，在慶尚南道南海郡居住，形成了德國村。